# Jusein Jalmurzayev
Jusein Jalmurzayev –en ruso, Хусейн Халмурзаев– (Nazrán, 9 de octubre de 1993) es un deportista ruso que compite en judo. Su hermano gemelo Jasan compite en el mismo deporte.
En los Juegos Europeos de Minsk 2019 obtuvo dos medallas, oro en el equipo mixto y bronce en la categoría de –90 kg. Ganó dos medallas de bronce en el Campeonato Europeo de Judo, en los años 2017 y 2019.
Además, obtuvo dos medallas de bronce en el Campeonato Europeo de Judo por Equipo Mixto, en los años 2018 y 2021.

## Palmarés internacional
| Juegos Europeos                     | Juegos Europeos       | Juegos Europeos   | Juegos Europeos |
| Año                                 | Lugar                 | Medalla           | Categoría       |
| ----------------------------------- | --------------------- | ----------------- | --------------- |
| 2019                                | Minsk (Bielorrusia)   | Medalla de oro    | Equipo mixto    |
| 2019                                | Minsk (Bielorrusia)   | Medalla de bronce | –90 kg          |
| Campeonato Europeo                  |                       |                   |                 |
| Año                                 | Lugar                 | Medalla           | Categoría       |
| 2017                                | Varsovia (Polonia)    | Medalla de bronce | –90 kg          |
| 2019                                | Minsk (Bielorrusia)   | Medalla de bronce | –90 kg          |
| Campeonato Europeo por Equipo Mixto |                       |                   |                 |
| Año                                 | Lugar                 | Medalla           | Categoría       |
| 2018                                | Ekaterimburgo (Rusia) | Medalla de bronce | Equipo mixto    |
| 2021                                | Ufá (Rusia)           | Medalla de bronce | Equipo mixto    |